# Adam Wężyk
Adam Wężyk herbu Wąż (zm. w 1648/1649 roku) – skarbnik łęczycki w latach 1619-1648.
Poseł na sejm zwyczajny 1635 roku.
Podpisał pacta conventa Władysława IV Wazy w 1632 roku.